# ويليام واتسون أوغيلفي
ويليام واتسون أوغيلفي هو شخصية أعمال كندي، ولد في 15 فبراير 1835 في مونتريال في كندا، وتوفي بنفس المكان في 12 يناير 1900.